# Громоклія
Громо́клія — річка в Україні, у межах Бобринецького району Кіровоградської області та Баштанського району Миколаївської області. Права притока Інгулу (басейн Південного Бугу).

## Опис

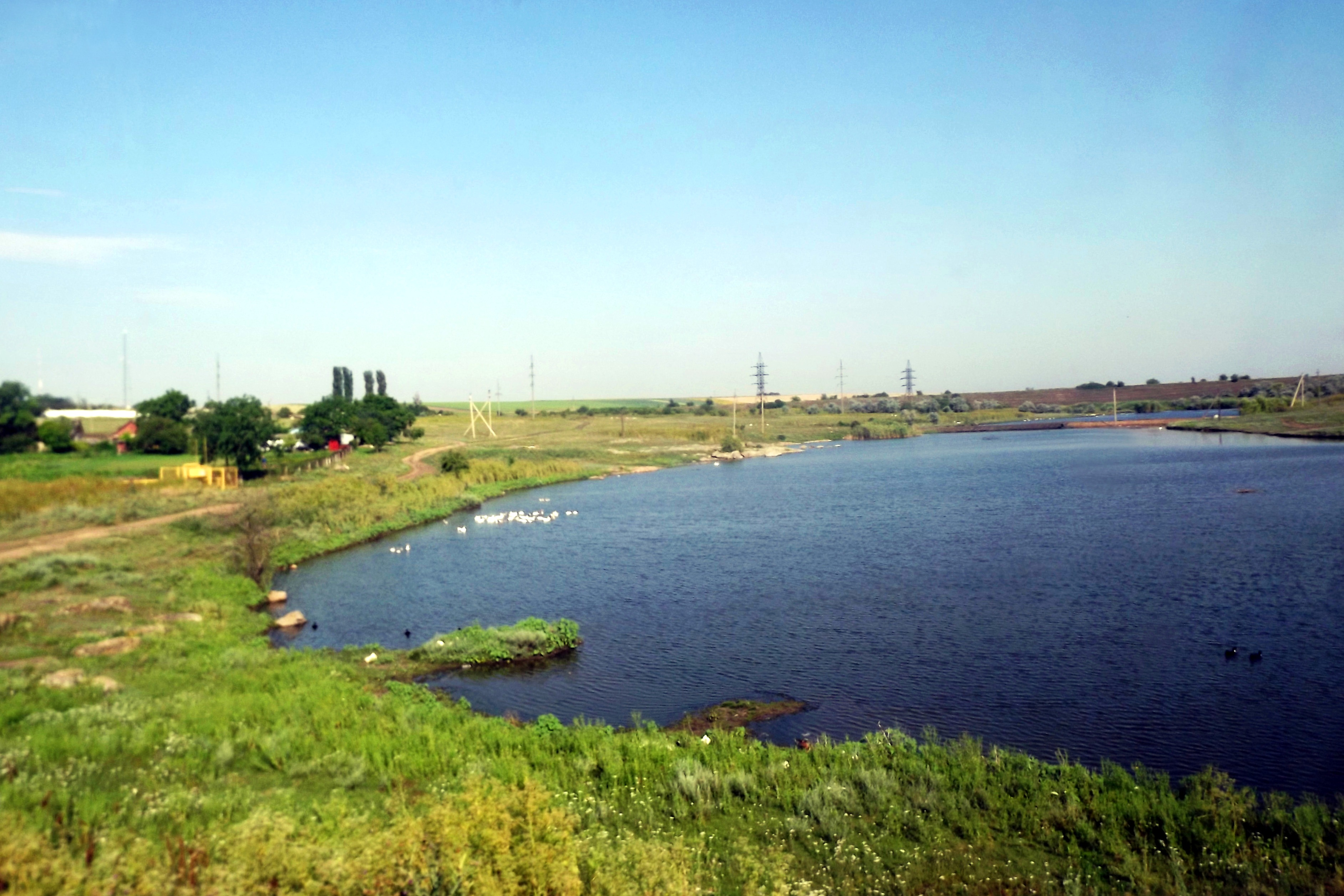
Ставок на річці у Возсіятському

Довжина 102 км. Площа водозбірного басейну 1 545 км². Похил річки 1,4 м/км. Долина завширшки 2,5 км, завглибшки до 60 м. Річище слабозвивисте (у пониззі помірнозвивисте), його пересічна ширина в пониззі 5 м. Глибина річки в нижній течії 1 м (у межень). Влітку у верхів'ї пересихає. Використовується на технічне та сільськогосподарське водопостачання. Стік зарегульований ставками і 2-ма водосховищами.

## Етимологія назви
Походження назви найімовірніше тюркське, від тур. Argamakli — «[річка] численних аргамаків (баских коней)». В історичних джерелах відома від середини XVI століття. Перша письмова згадка в кирилічних джерелах — як Яргумакли, датована 1548 роком. Востаннє тюркська назва Аргамакли датується 1770-ми роками. Приблизно від 30-х років XVIII століття відомий сучасний варіант Громоклія.
Існує також легенда про назву річки, що походить з Баштанського району Миколаївської області.

### Легенда про походження назви річки Громоклія
З давніх-давен, в цих краях жили різні племена, які ворогували між собою. В одному з таких племен був красивий і сильний юнак Ін. Він влучно стріляв, був гарним наїзником.
В іншому племені жила дівчина Клея. Розумна і гарна, вона добре співала, знала багато лікарських трав, лікувала людей. Ін і Клея подружилися. Грізний батько Клеї дізнався про цю дружбу і не дозволив своїй доньці зустрічатися з Іном. Але Ін і Клея щиро полюбили одне одного. Якось, повертаючись з походу, батько Клеї побачив їх. Закохані стояли на узліссі поблизу скелі, розмовляли і розглядали квітку-дивоцвіт. Батько, піднявши руки до неба, послав страшне прокляття й одразу блискавка вдарила в скелю. Скеля зрушила з місця, з-під неї з могутнім гулом вирвалася вода. Ні Іна, ні Клеї не стало. Вони залишилися разом назавжди, але стали ріками: довгий нешвидкий Інгул і його притока — вузька лагідна Громоклія, що вдвох несуть у степи живу воду.

## Історія та археологія
Річка згадується у літописі Самійла Величка у зв'язку з подіями 1693 року, тоді через Громоклію проходила межа земель Запорізької Січі і Бугогардівської паланки. На кінець існування Січі вздовж Громоклії було розташовано 11 козацьких зимівників. Більше знаходилося лише на Інгулі (17 зимівників) і на Дніпрі (14 зимівників). З цих зимівників пізніше виросли населені пункти. До нашого часу серед таких збереглися Іванівка та Веселівка.
У 1962 на березі річки був виявлений Антонівський скарб пізньої бронзової епохи (XIV—XIII ст. до н. е.), що складався з понад 130 бронзових предметів.

## Розташування та притоки
Бере початок біля села Пенькове. Тече спочатку на південний схід, потім на південь і південний захід, у нижній течії тече знову на південний схід. Впадає до Інгулу між селами Новопетрівка і Піски. В межах долини планується створити національний природний парк «Громоклійський».
Праві: Водяна балка, балка (річка) Богодушна, балка Рогова, балка Прусакова, балка Вовча. Ліві: балка Бикова, балка Шляхова, Жебкина балка, балка Суха, балка Глибока, балка Березнегувата, балка Собі-Робе, балка Лозуватка.

## Населені пункти
Над річкою розташовані такі населені пункти (від витоків до гирла): Пенькове, Мирне, Іванівка, Кетрисанівка, Новомиколаївка, Чигиринське, Крутоярка, Веселівка, Ольгопіль, Возсіятське, Семенівка, Водяно-Лорине, Олександрівка, Остапівка, Антонівка, Веселе, Карлівка, Лисянка, Лук'янівка, Архангельське, Михайлівка, Любарка, Катеринівка, Зелений Гай, Кашперо-Миколаївка, Свобода, Новопетрівка.